# Peter Hermes

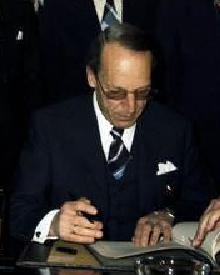
Peter Hermes 1977

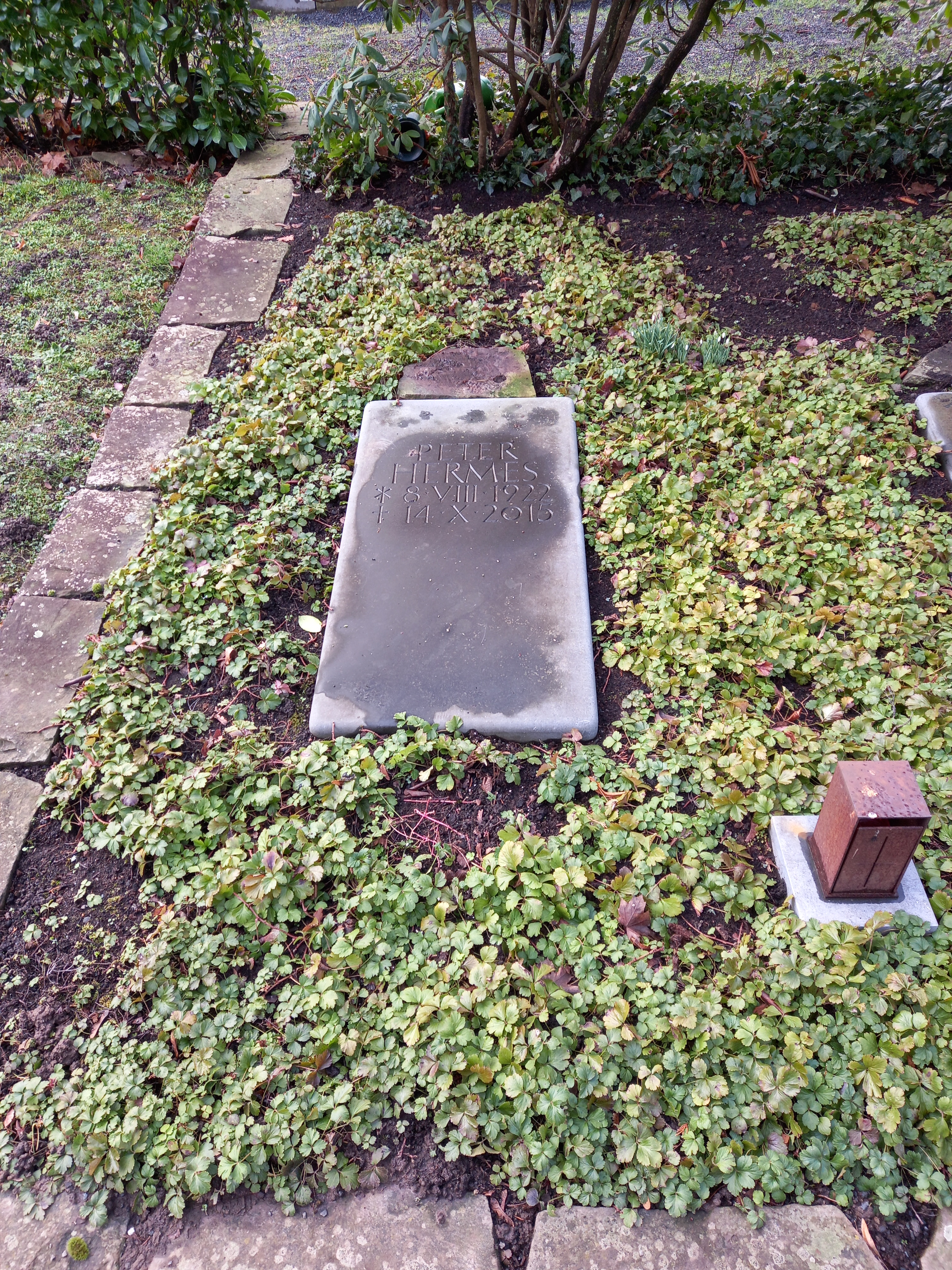
Das Grab von Peter Hermes auf dem Zentralfriedhof Bad Godesberg in Bonn

Peter Hermes (* 8. August 1922 in Berlin-Dahlem; † 14. Oktober 2015 in Bonn) war ein deutscher Diplomat und unter anderem Staatssekretär im Auswärtigen Amt.

## Leben
Hermes war das zweitälteste von fünf Kindern des Zentrums- und CDU-Politikers sowie Reichsministers für Ernährung und Landwirtschaft und Reichsministers der Finanzen Andreas Hermes und seiner Frau Anna. Nach der Verhaftung des Vaters 1933 durch die Nationalsozialisten zog er zunächst zu einer Tante nach Osnabrück, seine Geschwister folgten später. Seine Eltern mussten auswandern und lebten von 1936 bis 1939 in Kolumbien. Erst 1939 fand die Familie in Bad Godesberg wieder zusammen.
Kurz nach seinem Abitur 1940 wurde Peter Hermes zum Reichsarbeitsdienst in Ostpreußen verpflichtet. Von September 1940 bis März 1941 studierte er Rechtswissenschaften und Volkswirtschaft in München und von April bis Juli 1941 in Wien. Er engagierte sich in katholischen Studentengemeinden. Im September 1941 wurde er als 19-Jähriger einberufen und als Flaksoldat in Rendsburg in Holstein eingesetzt. Es folgten Verwendungen in Wien und ab Sommer 1942 in Nordfrankreich. Im Winter 1942/43 wurde Hermes nach Russland verlegt. 1944 wurde er wegen Beteiligung seines Vaters am Widerstand und dessen Nähe zu dem Kreis der Attentäter vom 20. Juli 1944 in ein Strafbataillon versetzt und geriet 1945 in sowjetische Kriegsgefangenschaft. Nach Kriegsende wurde sein Vater Andreas Hermes als Gründungsvorsitzender der CDU in der Sowjetischen Besatzungszone mit der Möglichkeit der Entlassung des Sohnes von den Sowjets bedrängt, die CDU auf die politische Linie der sogenannten Blockparteien zu führen. Andreas Hermes beugte sich diesem Druck der Sowjets nicht und übersiedelte in den Westen; sein Sohn Peter Hermes verblieb bis 1950 in sowjetischer Kriegsgefangenschaft in verschiedenen russischen Lagern.
Nur eine Woche nach seiner Rückkehr aus fünfjähriger sowjetischer Gefangenschaft nahm Peter Hermes ein Studium der Rechtswissenschaften an der Universität Bonn auf. 1951 bestand er das Referendarexamen, 1952 wurde er mit der Dissertation Die Südtiroler Autonomie, zugleich ein Beitrag zum Minderheitenrecht zum Dr. iur promoviert. 1955 erfolgte das Assessorexamen.
1955 trat er in den Diplomatischen Dienst ein. Es folgten Auslandsverwendungen in der Rechtsabteilung des Generalkonsulats in San Francisco (1956–1958), als erster Sekretär in der Botschaft der Bundesrepublik Deutschland beim Heiligen Stuhl (1958–1961) und als Leiter des Referats für Handelspolitik und Agrarpolitik und die Fischerei bei der Organisation für wirtschaftliche Zusammenarbeit und Entwicklung (OECD) in Paris (1961–1965). Als Experte für Außenwirtschaftsbeziehungen wurde Hermes stellvertretender Referatsleiter für Wirtschaftsbeziehungen zum Westen mit besonderer Zuständigkeit für die USA und Kanada (1965–1970), dann Beauftragter für Handelsvertragsverhandlungen (1970–1973), schließlich Leiter der Abteilung für Außenwirtschaftspolitik, Entwicklungspolitik und europäische wirtschaftliche Integration (1973–1975).
1975 holte ihn Hans-Dietrich Genscher in der Nachfolge von Hans-Georg Sachs als Staatssekretär mit Zuständigkeit für Wirtschafts-, Rechts- und Kulturfragen in die Bonner Zentrale des Außenministeriums. 1979 erfolgte die Bestellung als Botschafter der Bundesrepublik Deutschland in Washington, USA. Dort zeichnete er 1982 den Organisator der Berliner Luftbrücke, William H. Tunner, mit dem Großen Bundesverdienstkreuz mit Stern aus. Seine diplomatische Karriere beendete er von August 1984 bis 1987 als Botschafter der Bundesrepublik Deutschland beim Heiligen Stuhl.
Nach Eintritt in den Ruhestand wurde er Mitglied der Kommission für Zeitgeschichte e. V. sowie stellvertretender Vorsitzender der Theodor Wiegand Gesellschaft. Gesellschaft der Freunde des Deutschen Archäologischen Instituts, deren Vorsitzender er bis 2002 war. Peter Hermes war seit 1994 Ehrenmitglied des Deutschen Archäologischen Instituts.
Peter Hermes war seit 1955 mit Maria Hermes geb. Wirmer, einer Tochter des Widerstandskämpfers Josef Wirmer, verheiratet; aus der Ehe stammen sechs Kinder.

## Ehrungen
- 1978: Großkreuz des Ordens des Infanten Dom Henrique
- 1979: Großes Silbernes Ehrenzeichen am Bande für Verdienste um die Republik Österreich[2]
- 1979: Großkreuz des Verdienstordens der Italienischen Republik
- 1982: Großes Bundesverdienstkreuz mit Stern des Verdienstordens der Bundesrepublik Deutschland
- 1984: Ehrendoktorwürde Doctor of Humane Letters der University of Nebraska-Lincoln (USA)[3]
- 1994: Ehrenmitglied des Deutschen Archäologischen Instituts

## Schriften
- Die Südtiroler Autonomie (1952)
- Die Christlich-Demokratische Union und die Bodenreform in der sowjetischen Besatzungszone Deutschlands im Jahre 1945 (1963)
- Sozialismus oder Volkspartei. Andreas Hermes und die Gründung der CDU in Berlin 1945 (Die Politische Meinung, 25/1980)
- Deutsche diplomatische Vertretungen beim Heiligen Stuhl (1984)
- Geisel in Kriegsgefangenschaft (Die Politische Meinung, 40/1995)
- Rückblicke und Einsichten 1933–1950 (1996)
- Zusammenführen und Maßhalten. Andreas Hermes (1878 bis 2003) zum 125. Geburtstag (Die Politische Meinung, 48/2003)
- Meine Zeitgeschichte 1922–1987 (2007)
- Die Wahrung des Friedens und die deutsche Außenpolitik; Jenninger, Philipp [Hrsg.] Alois Mertes zur Erinnerung : Ansprachen und Nachrufe.Kevelaer : Butzon und Bercker, 1986. ISBN 3766694987